# Passerella (moda)

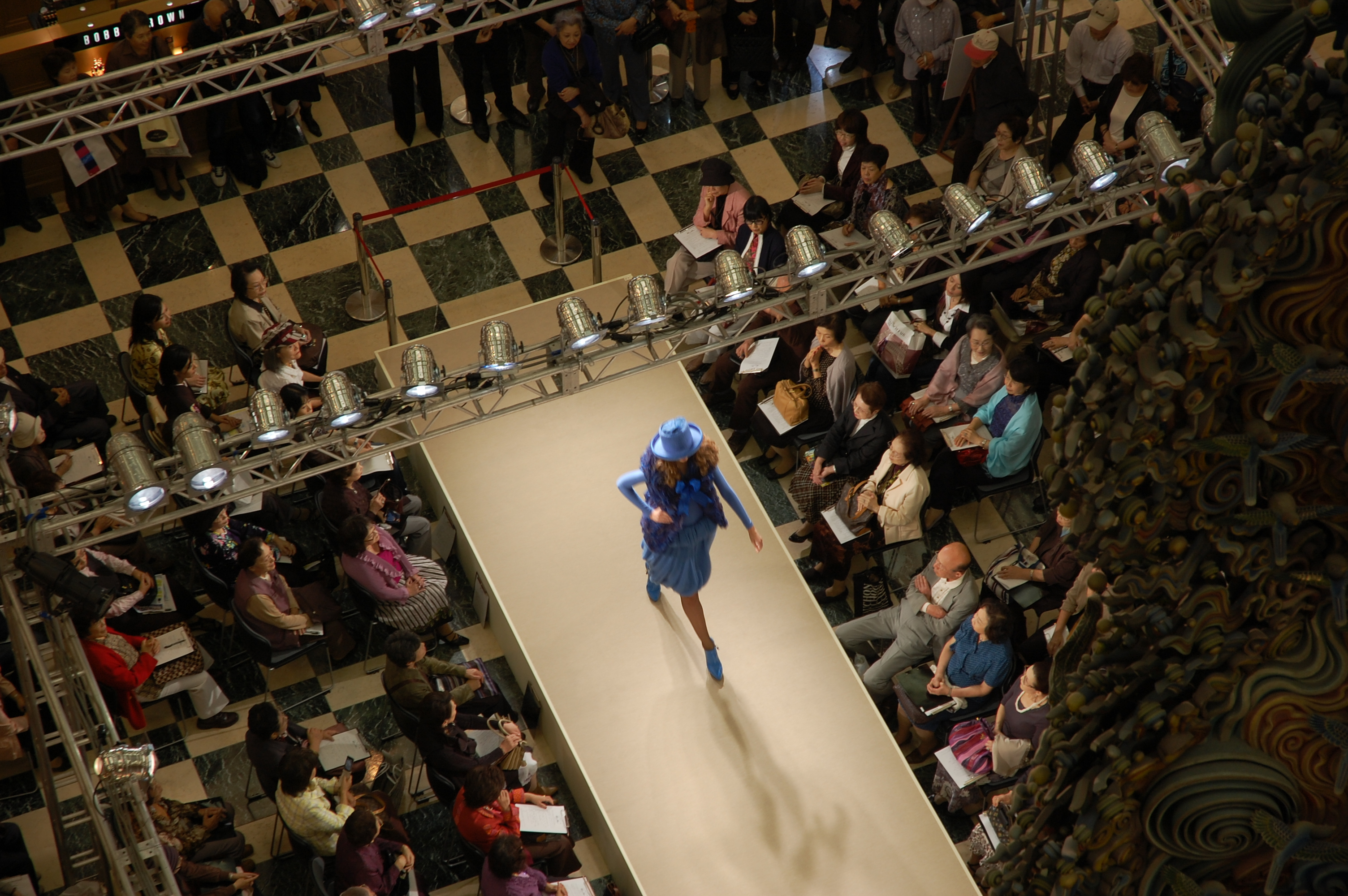
Modella in passerella in una sfilata di moda

Nella moda, la passerella è una passatoia rialzata, sulla quale gli indossatori si esibiscono, durante una sfilata di moda, per presentare i nuovi capi di abbigliamento.
È frequente anche l'uso al plurale come “passerelle”, ad indicare il mondo della moda e delle sfilate in genere. 
Nei paesi di lingua inglese il termine con cui si fa riferimento alla passerella è catwalk che in italiano si può tradurre come camminata del gatto: questo termine deriva dal modo in cui le indossatrici sfilano, mettendo sempre un piede di fronte all'altro, mimando la tipica andatura felina.